# Bodega (California)
Bodega es un pueblo en el condado de Sonoma en el estado de California en los Estados Unidos de América. Posee una población de 571 habitantes según datos del censo del 2000.
Bodega se localiza en la autopista de Bodega a unos 8 km al oeste de Freestone. El arroyo Salmón discurre a través del pueblo.

## Historia
Existían dos villa Miwok en el área: una se llamaba Kennekono, situada cerca del pueblo actual y la otra denominada Suwutenne un poco más al norte.